# Çatak, Aziziye
Çatak là một xã thuộc huyện Aziziye, tỉnh Erzurum, Thổ Nhĩ Kỳ. Dân số thời điểm năm 2011 là 34 người.